# Умкынейвеем
Умкынейвеем — река на Дальнем Востоке России. Протекает по территории Анадырского района Чукотского автономного округа. Длина реки — 38 км (с Правым Умкынейвеемом — 64 км).
Названа по горе Умкыней, с чукот. — «кустарниковая гора» и веем — «река».
Образуется слиянием Левого и Правого Умкынейвеемов в межгорной впадине Корякского нагорья, впадает в Анадырь, являясь её правым притоком. В низовье с правой стороны к реке прилегают обширные Умкынейские болота.
Притоки (от устья): Зареченский, Зверолов, Рыпольваам.